# Lista över Danmarks regentgemåler
Lista över Danmarks regentgemåler upptar de personer, som har varit gifta med Danmarks regenter under deras tid som regenter. Liksom i de flesta andra monarkier har man i den danska skiljt på drottning, som är gift med kungen, och regerande drottning, som själv är regent. Eftersom Danmark endast har haft två regerande drottningar och drottning Margareta under sin tid som regent var ogift är det endast drottning Margrethe II:s make, prins Henrik, som är man i denna lista – alla andra är kvinnor.

## Knytlingaätten
| Namn                 | Bild                                            | Gift med       | Födelse    | Giftermål | Blev regentgemål          | Upphörde att vara regentgemål | Död         | Källor |
| -------------------- | ----------------------------------------------- | -------------- | ---------- | --------- | ------------------------- | ----------------------------- | ----------- | ------ |
| Tyra Danebot         |                                                 | Gorm den gamle | ?          | ?         | 934 makens trontillträde  | 957-58                        | 957-58      |        |
| Tove                 | Runsten som Tove lät resa till minne av sin mor | Harald Blåtand | ?          | 960-talet | 960-talet                 | 985 eller 986 makens död      | ?           |        |
| Sigrid Storråda      |                                                 | Sven Tveskägg  | Cirka 960? | ?         | ?                         | ?                             | 1020?       |        |
| Swiatoslawa av Polen |                                                 | Sven Tveskägg  | Cirka 968? | ?         | ?                         | 1014?                         | 1014?       |        |
| Emma av Normandie    |                                                 | Knut den store | Cirka 988  | Juli 1017 | 1018 makens trontillträde | 12 november 1035 makens död   | 6 mars 1052 |        |
| Namn                 | Bild                                            | Gift med       | Födelse    | Giftermål | Blev regentgemål          | Upphörde att vara regentgemål | Död         | Källor |

## Estridska ätten
| Namn                              | Bild            | Gift med           | Födelse                                | Giftermål                            | Blev regentgemål                     | Upphörde att vara regentgemål | Död                           | Källor |
| --------------------------------- | --------------- | ------------------ | -------------------------------------- | ------------------------------------ | ------------------------------------ | ----------------------------- | ----------------------------- | ------ |
| Gunhild Anundsdotter              |                 | Sven Estridsson    | ?                                      | 1048                                 | 1048                                 | 1049 skilsmässa               | ?                             |        |
| Gunhild                           | 1010            | Sven Estridsson    | 1050                                   | 1050                                 | 1052 skilsmässa                      | 1060                          |                               |        |
| Margareta Hasbjörnsdotter         | Harald Hein     | ?                  | ?                                      | 1076 makens trontillträde            | 17 april 1080 makens död             | ?                             |                               |        |
| Adele av Flandern                 | Knut den helige | 1064 eller 1065    | 1080 eller 1081                        | 1080 eller 1081                      | 10 juli 1086 makens död              | 1115                          |                               |        |
| Ingegerd Haraldsdotter            | Olof Hunger     | 1046               | ?                                      | 10 juli 1086 makens trontillträde    | 18 augusti 1095 makens död           | 1120                          |                               |        |
| Bodil Thrugotsdatter              | Erik Ejegod     | 1080-talet?        | Före 1086                              | 18 augusti 1095 makens trontillträde | 10 juli 1103 makens död              | Slutet av 1103                |                               |        |
| Margareta Fredkulla               |                 | Nils Svensson      | 1080-talet?                            | 1105                                 | 1105                                 | Cirka 1130                    | Cirka 1130                    |        |
| Ulvhild Håkansdotter              |                 | Nils Svensson      | 1095                                   | 1130                                 | 1130                                 | 25 juni 1134 makens död       | 1148                          |        |
| Malmfrid av Kiev                  |                 | Erik Emune         | Cirka 1105                             | Cirka 1131                           | 25 juni 1134 makens trontillträde    | 18 juli 1137 makens död       | Efter 1137                    |        |
| Luitgard av Salzwedels            |                 | Erik Lamm          | Cirka 1110                             | Cirka 1144                           | Cirka 1144                           | 1146 makens abdikation        | 29 eller 30 januari 1152      |        |
| Adela av Meissen                  |                 | Sven Grate         | ?                                      | Cirka 1152                           | Cirka 1152                           | 23 oktober 1157 makens död    | 23 oktober 1181               |        |
| Helena av Sverige                 |                 | Knut V             | 1130-talet?                            | 1156                                 | 1156                                 | 9 augusti 1157 makens död     | Tidigast 1158                 |        |
| Sofia av Minsk                    |                 | Valdemar den store | Cirka 1140                             | 23 oktober 1157                      | 23 oktober 1157                      | 12 maj 1182 makens död        | 5 maj 1198                    |        |
| Gertrud av Sachsen och Bayern     |                 | Knut VI            | 1150-talet                             | Cirka 1177                           | 12 maj 1182 makens trontillträde     | 1 juni 1197                   | 1 juni 1197                   |        |
| Dagmar av Böhmen                  |                 | Valdemar Sejr      | Cirka 1186                             | Cirka 1205                           | Cirka 1205                           | 24 maj 1212                   | 24 maj 1212                   |        |
| Berengaria av Portugal            |                 | Valdemar Sejr      | 1190-talet                             | 18 eller 24 maj 1214                 | 18 eller 24 maj 1214                 | 27 mars eller 1 april 1221    | 27 mars eller 1 april 1221    |        |
| Jutta av Sachsen                  |                 | Erik Plogpenning   | Cirka 1223                             | 17 november 1239                     | 28 mars 1241 makens trontillträde    | 10 augusti 1250 makens död    | 1267                          |        |
| Mechtild av Holstein              |                 | Abel               | 1220-talet                             | 25 april 1237                        | 1 november 1250 makens trontillträde | 29 juni 1252 makens död       | 1288                          |        |
| Margareta Sambiria av Pommerellen |                 | Kristofer I        | Cirka 1230                             | Cirka 1248                           | 29 juni 1252 makens trontillträde    | 29 maj 1259 makens död        | 1 december 1282               |        |
| Agnes av Brandenburg              |                 | Erik Klipping      | Cirka 1257                             | 11 november 1273                     | 11 november 1273                     | 22 november 1286 makens död   | 29 september 1304             |        |
| Ingeborg Magnusdotter av Sverige  |                 | Erik Menved        | Cirka 1277                             | Juni 1296                            | Juni 1296                            | 5 april eller 15 augusti 1319 | 5 april eller 15 augusti 1319 |        |
| Eufemia av Pommern                |                 | Kristofer II       | 1285                                   | 1300-talets första årtionde          | 25 januari 1320 makens trontillträde | 7 juni 1326 makens avsättning |                               |        |
| Eufemia av Pommern                |                 | Kristofer II       | 23 februari 1329 makens återinsättande | 1300-talets första årtionde          | 26 juli 1330                         | 26 juli 1330                  |                               |        |
| Helvig av Slesvig                 |                 | Valdemar Atterdag  | ?                                      | Före 4 juni 1340                     | 21 juni 1340 makens trontillträde    | Cirka 1355 gick i kloster     | Cirka 1374                    |        |
| Namn                              | Bild            | Gift med           | Födelse                                | Giftermål                            | Blev regentgemål                     | Upphörde att vara regentgemål | Död                           | Källor |

## Pfalzisk-neumarktska ätten
| Namn                   | Bild | Gift med            | Födelse     | Giftermål         | Blev regentgemål  | Upphörde att vara regentgemål | Död            | Källor |
| ---------------------- | ---- | ------------------- | ----------- | ----------------- | ----------------- | ----------------------------- | -------------- | ------ |
| Filippa av England     |      | Erik av Pommern     | 4 juni 1394 | 6 oktober 1406    | 6 oktober 1406    | 6 januari 1430                | 6 januari 1430 |        |
| Dorotea av Brandenburg |      | Kristofer av Bayern | 1430        | 10 september 1445 | 10 september 1445 | 6 januari 1448 makens död     |                |        |
| Namn                   | Bild | Gift med            | Födelse     | Giftermål         | Blev regentgemål  | Upphörde att vara regentgemål | Död            | Källor |

## Oldenburgska ätten
| Namn                                       | Bild | Gift med      | Födelse          | Giftermål                                                    | Blev regentgemål                                             | Upphörde att vara regentgemål | Död              | Källor |
| ------------------------------------------ | ---- | ------------- | ---------------- | ------------------------------------------------------------ | ------------------------------------------------------------ | --- | ---------------- | ------ |
| Dorotea av Brandenburg                     |      | Kristian I    |                  | 26 oktober 1449                                              | 26 oktober 1449                                              | 21 maj 1481 makens död | 10 november 1495 |        |
| Kristina av Sachsen                        |      | Hans          | 24 december 1461 | 6 september 1478                                             | 21 maj 1481 makens trontillträde                             | 20 februari 1513 makens död | 8 december 1521  |        |
| Elisabet av Österrike                      |      | Kristian II   | 18 juli 1501     | 12 augusti 1515                                              | 12 augusti 1515                                              | 20 januari 1523 makens avsättning | 19 januari 1526  |        |
| Sofia av Pommern                           |      | Fredrik I     | 1498             | 9 oktober 1518                                               | 13 april 1523 makens trontillträde                           | 10 april 1533 makens död | 13 maj 1568      |        |
| Dorothea av Sachsen-Lauenburg              |      | Kristian III  | 9 juli 1511      | 29 oktober 1525                                              | 4 juli 1534 makens trontillträde                             | 1 januari 1559 makens död | 7 oktober 1571   |        |
| Sofia av Mecklenburg                       |      | Fredrik II    | 4 september 1557 | 20 juli 1572                                                 | 20 juli 1572                                                 | 4 april 1588 makens död | 14 oktober 1631  |        |
| Anna Katarina av Brandenburg               |      | Kristian IV   | 26 juli 1575     | 27 november 1597                                             | 27 november 1597                                             | 29 mars 1612 | 29 mars 1612     |        |
| Kirsten Munk                               |      | Kristian IV   | 6 juli 1598      | 1615 ej drottning då äktenskapet var morganatiskt            | 1615 ej drottning då äktenskapet var morganatiskt            | 1629 skilsmässa | 19 april 1658    |        |
| Sofia Amalia av Braunschweig-Lüneburg      |      | Fredrik III   | 24 mars 1628     | 1 oktober 1643                                               | 28 februari 1648 makens trontillträde                        | 9 februari 1670 makens död | 20 februari 1685 |        |
| Charlotta Amalia av Hessen-Kassel          |      | Kristian V    | 27 april 1650    | 25 juni 1667                                                 | 9 februari 1670 makens trontillträde                         | 29 augusti 1699 makens död | 27 mars 1714     |        |
| Louise av Mecklenburg-Güstrow              |      | Fredrik IV    | 28 augusti 1667  | 5 december 1695                                              | 29 augusti 1699 makens trontillträde                         | 15 mars 1721 | 15 mars 1721     |        |
| Anna Sophie Reventlow                      |      | Fredrik IV    | 16 april 1693    | 4 april 1721                                                 | 4 april 1721                                                 | 12 oktober 1730 makens död | 7 januari 1743   |        |
| Sofia Magdalena av Brandenburg-Kulmbach    |      | Kristian VI   | 28 november 1700 | 7 augusti 1721                                               | 12 oktober 1730 makens trontillträde                         | 6 augusti 1746 makens död | 27 maj 1770      |        |
| Louise av Storbritannien                   |      | Fredrik V     | 7 december 1724  | 11 december 1743                                             | 6 augusti 1746 makens trontillträde                          | 19 december 1751 | 19 december 1751 |        |
| Juliana Maria av Braunschweig-Wolfenbüttel |      | Fredrik V     | 4 september 1729 | 8 juli 1752                                                  | 8 juli 1752                                                  | 13 januari 1766 makens död | 10 oktober 1796  |        |
| Caroline Mathilde av Storbritannien        |      | Kristian VII  | 22 juli 1751     | 8 november 1766                                              | 8 november 1766                                              | 16 januari 1772 fängslad för majestätsbrott tillsammans med Johann Friedrich Struensee 8 april 1772 äktenskapet upplöst av domstol 30 maj 1772 landsförvisad | 10 maj 1775      |        |
| Maria Sofia Fredrika av Hessen-Kassel      |      | Fredrik VI    | 28 oktober 1767  | 31 juli 1790                                                 | 13 mars 1808 makens trontillträde                            | 3 december 1839 makens död | 22 mars 1852     |        |
| Karolina Amalia av Augustenborg            |      | Kristian VIII | 28 juni 1796     | 22 maj 1815                                                  | 3 december 1839 makens trontillträde                         | 20 januari 1848 makens död | 9 mars 1881      |        |
| Louise Rasmussen                           |      | Fredrik VII   | 21 april 1815    | 18 augusti 1850 ej drottning då äktenskapet var morganatiskt | 18 augusti 1850 ej drottning då äktenskapet var morganatiskt | 15 november 1863 makens död | 6 mars 1874      |        |
| Namn                                       | Bild | Gift med      | Födelse          | Giftermål                                                    | Blev regentgemål                                             | Upphörde att vara regentgemål | Död              | Källor |

## Oldenburg-Sönderborg-Glücksburgska ätten
| Namn                                | Bild | Gift med     | Födelse          | Giftermål     | Blev regentgemål                      | Upphörde att vara regentgemål | Död               | Källor |
| ----------------------------------- | ---- | ------------ | ---------------- | ------------- | ------------------------------------- | ----------------------------- | ----------------- | ------ |
| Louise av Hessen-Kassel             |      | Kristian IX  | 7 september 1817 | 26 maj 1842   | 15 november 1863 makens trontillträde | 29 september 1898             | 29 september 1898 |        |
| Louise av Sverige                   |      | Fredrik VIII | 31 oktober 1851  | 28 juli 1869  | 19 januari 1906 makens trontillträde  | 14 maj 1912 makens död        | 20 mars 1926      |        |
| Alexandrine av Mecklenburg-Schwerin |      | Kristian X   | 24 december 1879 | 26 april 1898 | 14 maj 1912 makens trontillträde      | 20 april 1947 makens död      | 28 december 1952  |        |
| Ingrid av Sverige                   |      | Fredrik IX   | 28 mars 1910     | 24 maj 1935   | 20 april 1947 makens trontillträde    | 14 januari 1972 makens död    | 7 november 2000   |        |
| Henrik av Danmark                   |      | Margrethe II | 11 juni 1934     | 10 juni 1967  | 14 januari 1972 makans trontillträde  | 13 februari 2018              | 13 februari 2018  |        |
| Mary av Danmark                     |      | Frederik X   | 5 februari 1972  | 14 maj 2004   | 14 januari 2024 makens trontillträde  |                               |                   |        |
| Namn                                | Bild | Gift med     | Födelse          | Giftermål     | Blev regentgemål                      | Upphörde att vara regentgemål | Död               | Källor |